# 氨基锂
氨基锂是一种无机化合物，化学式为Li+NH2-。它由锂离子和氨基阴离子（氨的共轭碱）构成。它与氢化锂、亚氨基锂都是具有良好前景的储氢材料。

## 性质
氨基锂可以通过向液氨中加入金属锂来制备：
{\displaystyle {\rm {\ 2Li+2NH_{3}\rightarrow 2LiNH_{2}+H_{2}}}}
其他胺的锂盐可以用类似方法制备，也就是用相应的胺代替液氨：
{\displaystyle {\rm {\ 2Li+2R_{2}NH\rightarrow 2LiNR_{2}+H_{2}}}}
工业上可由氢化锂与氨气反应制得，也可将金属锂直接在400℃下与氨气反应：
{\displaystyle {\rm {\ LiH+NH_{3}\rightarrow LiNH_{2}+H_{2}}}}
熔融的氨基锂呈绿色，冷却后恢复白色。在空气中氨基锂缓慢分解，对其加强热则猛烈分解，但不会爆炸。加热到450℃时，分解为亚氨基锂和氨气。
{\displaystyle {\rm {\ 2LiNH_{2}\rightarrow Li_{2}NH+NH_{3}}}}
氨基锂难溶于液氨，可溶于冷水，溶于热水迅速水解成氢氧化锂和氨气。
氨基锂是很活泼的化合物，具有强碱性。它们都是亲核性碱，除非氮原子由于空间位阻而无法进攻碳原子（例如LDA）。
{\displaystyle {\rm {\ LiNH_{2}+H_{2}O\rightarrow LiOH+NH_{3}}}}

## 结构
氨基锂是一种白色固体，晶体结构属四方晶系，晶格常数a=501.6pm，c=1022pm，每个晶胞中含8个LiNH2。

## 其他氨基锂
由胺的共轭碱形成的化合物称为氨基化物。因此氨基锂可能也指胺的锂盐，例如Li+NR2-。一个常见的例子是二异丙基氨基锂（简称LDA），它在有机合成中是常用的强碱。

### 例子

#### 2,2,6,6-四甲基哌啶锂

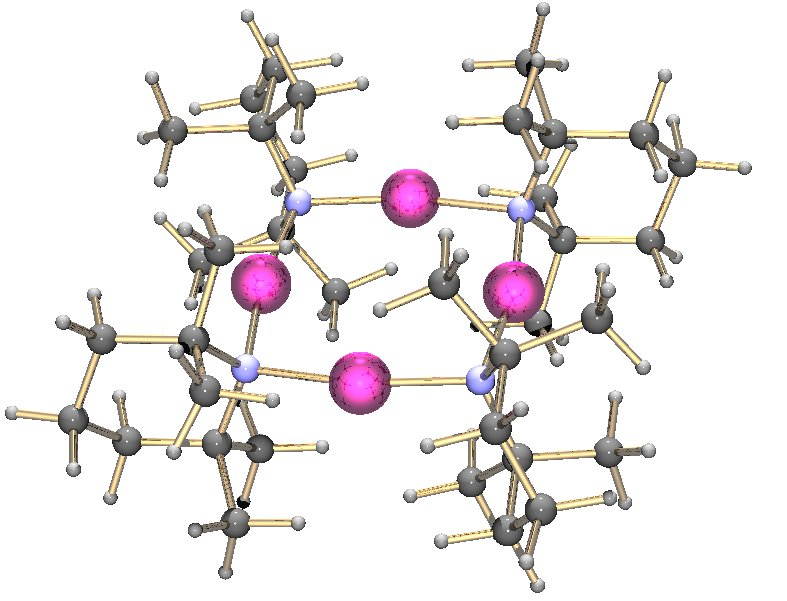
四聚体2,2,6,6-四甲基哌啶锂

2,2,6,6-四甲基哌啶锂晶体是四聚体：

#### 三聚体双(1-苯基乙基)氨基锂
此外，双(1-苯基乙基)氨基锂晶体是三聚体：

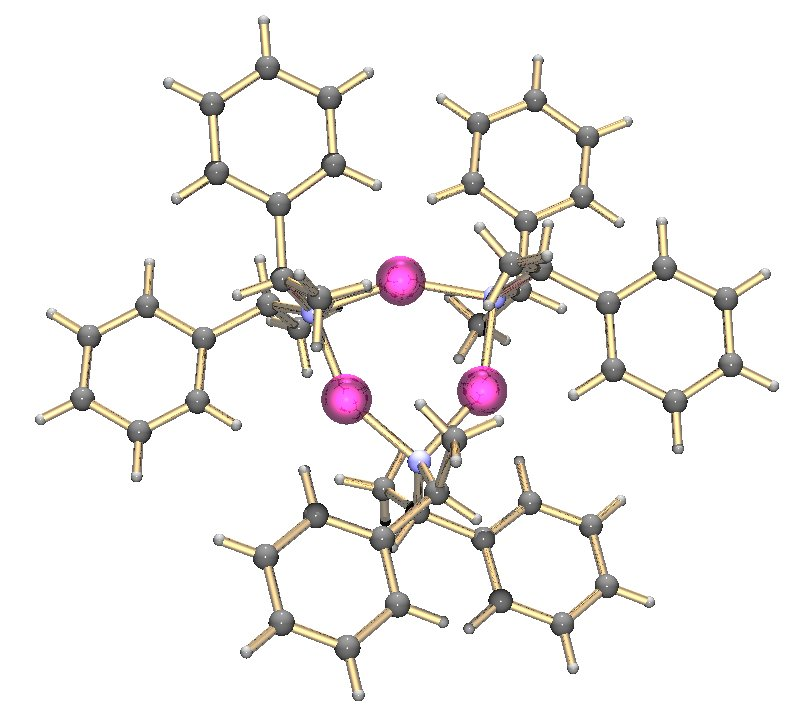
三聚体双(1-苯基乙基)氨基锂

制备醇盐和金属氨基化物的混合低聚体也是有可能的。它们与醇盐和烷基锂配制成的超强碱类似。当氮原子与一个锂原子形成σ键并通过孤对电子与另一个金属原子形成配位键时，可以形成环状的低聚体。
普遍认为其他有机锂化合物（例如BuLi）通常形成多聚体。